# Rassau
Rassau är en ort och community i Blaenau Gwent i Wales. Orten ligger 36 km 
från Cardiff. Den har 3 234 invånare (2011).